# Crna Volta
Crna Volta ili Nazinon je rijeka koja sutokom s Bijelom Voltu tvori rijeku Voltu. Dugačka je oko 1352 km i većim dijelom teče kroz Burkinu Faso. U Gani čini prirodnu granicu između Sjeverne regije na sjeveru i regije Brong-Ahafo na jugu. Crna Volta na jednom dijelu svog toka čini međunarodnu granicu između Gane i Obale Bjelokosti, ali i dio granice između Gane i Burkine Faso.

## Vanjske poveznice
- (en) Enciklopedija Britannica, članak "Black Volta River"